# Отвіль-ан-дер-Ліммат
Отвіль-ан-дер-Ліммат (нім. Oetwil an der Limmat) — громада  в Швейцарії в кантоні Цюрих, округ Дітікон.

## Географія
Громада розташована на відстані близько 90 км на північний схід від Берна, 13 км на північний захід від Цюриха.
Отвіль-ан-дер-Ліммат має площу 2,8 км², з яких на 20,6% дозволяється будівництво (житлове та будівництво доріг), 36,5% використовуються в сільськогосподарських цілях, 38,3% зайнято лісами, 4,7% не є продуктивними (річки, льодовики або гори).

## Демографія
2019 року в громаді мешкало 2515 осіб (+9,5% порівняно з 2010 роком), іноземців було 18,1%. Густота населення становила 908 осіб/км².
За віковим діапазоном населення розподілялося таким чином: 16,5% — особи молодші 20 років, 62,1% — особи у віці 20—64 років, 21,4% — особи у віці 65 років та старші. Було 1186 помешкань (у середньому 2,1 особи в помешканні).
Із загальної кількості 295 працюючих 7 було зайнятих в первинному секторі, 61 — в обробній промисловості, 227 — в галузі послуг.